# Mahonia retinervis
Mahonia retinervis là một loài thực vật có hoa trong họ Hoàng mộc. Loài này được P.G. Xiao & Y.S. Wang mô tả khoa học đầu tiên năm 1985.